# Melchor Palmeiro
Melchor Palmeiro, född 26 februari 1923, död 31 december 1997, var en argentinsk friidrottare. Han deltog vid olympiska sommarspelen 1948.